# Harewood House
Harewoodova House (/ˈhɑːrwʊd/ HAR-wuud, /ˈhɛər-/ HAIR-) je podeželska palača v Harewoodu v Zahodnem Yorkshiru v Angliji. Zasnovala sta jo arhitekta John Carr in Robert Adam, zgrajena pa je bila med letoma 1759 in 1771 za Edwina Lascellesa, prvega barona Harewoodskega, bogatega zahodnoindijskega plantažnika in lastnika sužnjev. Pokrajino je zasnoval Lancelot 'Capability' Brown in obsega 400 ha v Harewoodu.
Harewood House, ki je še vedno dom družine Lascelles, je član Treasure Houses of England, marketinškega konzorcija za deset najpomembnejših zgodovinskih domov v državi. Hiša je zaščitena stavba I. stopnje in številne značilnosti na posestvu in dvorišču so bile navedene kot I., II.* in II.

## Zgodovina

### Zgodnja zgodovina
Posestvo Harewood je nastalo v svoji sedanji velikosti z združitvijo dveh sosednjih posesti, posestva gradu Harewood, ki temelji na gradu Harewood, in posestva Gawthorpe, ki temelji na dvorcu Gawthorpe Hall (ne zamenjujte ga z dvorano Gawthorpe blizu Burnleyja v Lancashiru). Lastnine so bile združene, ko so Wentworthovi iz Gawthorpa, ki so posestvo podedovali od Gascoignesov, od družine Ryther kupili sosednje posestvo Harewood. Združeno posestvo je bilo leta 1696 prodano londonskemu trgovcu Sir Johnu Cutlerju, po smrti katerega je prešlo v last družine Boulter. Ti pa so ga leta 1721 prodali Lascellovim.

### Družina Lascelles
V poznem 17. stoletju so člani družine Lascelles kupili plantaže v Zahodni Indiji in ustvarjeni dohodek je omogočil Henryju Lascellesu, da je leta 1738 kupil posestvo; njegov sin, Edwin Lascelles, 1. baron Harewoodski, bogat lastnik plantaže in sužnjev, je zgradil hišo med letoma 1759 in 1771, da bi nadomestil Gawthorpe Hall, prvotno graščino na posestvu.
Edwin je za načrtovanje njihovih novih podeželskih hiš uporabil storitve Johna Carra, arhitekta iz severne Anglije, ki je bil zaposlen pri številnih uglednih družinah iz Yorkshira. Temelji so bili postavljeni leta 1759 in hiša je bila v veliki meri dokončana do leta 1765. Robert Adam je predložil načrte za notranjost, ki so bili odobreni leta 1765. Adam je naredil številne manjše spremembe Carrovih načrtov za zunanjost stavbe, vključno z notranjimi dvorišči. Hiša je ostala večinoma nedotaknjena do leta 1840, ko je Henry Lascelles, 3. grof Harewoodski, oče trinajstih otrok, zaposlil sira Charlesa Barryja, da bi povečal nastanitev. Barry je dodal drugo nadstropje vsakemu od bočnih kril, da bi zagotovil dodatne spalnice, odstranil južni portik in ustvaril formalne parterje in terase.

### 20. stoletje
Leta 1922 se je Henry Lascelles, vikont Lascelles, poročil s princeso Mary, edino hčerko Jurija V. Par je sprva živel v bližnji dvorani Goldsborough, nato pa se je po smrti Henryjevega očeta leta 1929 za stalno preselil v Harewood House.
Med drugo svetovno vojno je hiša delovala kot rezidenčna bolnišnica za okrevanje, vendar so se v poznih 1940-ih kraljeva princesa in njena družina za stalno preselili nazaj v Harewood, kjer so hišo in vrtove redno odpirali javnosti in redno prirejali koncerte, povezane z glasbenimi ustanovami, vključno z Yorkshirskim simfoničnim orkestrom in glasbenim festivalom Leeds, katerega pokroviteljica je bila princesa. 28. marca 1965 se je sprehajala po Harewoodu, ko je doživela usoden srčni infarkt. Njen starejši sin, lord Harewood, 7. grof, je leta 1947 nasledil svojega očeta in prebival v Harewoodu. Bil je direktor Kraljeve operne hiše in pozneje Angleške nacionalne opere; bližje Harewoodu je bil član izvršnega odbora glasbenega festivala v Leedsu in pokrovitelj koncertov Yorkshirskega simfoničnega orkestra.
Od leta 1947 je posestvo Dower House, ki leži zunaj meja posestva, oddano v najem kot samostojna šola.

### 21. stoletje
Hiša je družinski sedež družine Lascelles in dom Davida Lascellesa, 8. grofa. Hiša in zemljišče sta bila prenesena v skrbniško lastniško strukturo, ki jo upravlja Harewood House Trust, in sta odprta za javnost večji del leta. Harewood je leta 2009 prejel nagrado za najboljšo atrakcijo leta za velike obiskovalce na nacionalni podelitvi nagrad za odličnost v Angliji.
Harewood hrani zbirko slik mojstrov italijanske renesanse, družinske portrete sira Joshue Reynoldsa, Johna Hoppnerja in sira Thomasa Lawrencea ter sodobno umetnost, ki sta jo zbrala 7. grof in grofica. V Galeriji Terasa vsako sezono menjajo občasne razstave. Gostinski objekti v hiši vključujejo fine dining z Michelinovo zvezdico.
Poleg ogledov hiše in okolice ima Harewood več kot 40 ha vrtov, vključno s himalajskim vrtom in njegovo stupo, izobraževalnim ptičjim vrtom (zaprt februarja 2023), pustolovskim igriščem in zgodovinskim Cerkev vseh svetih z grobnicami iz alabastra. Od maja 2007 do oktobra 2008 je bil na tem posestvu prvi planetarij v Yorkshiru, Yorkshire Planetarium.
Leeds Country Way poteka skozi posestvo Harewood, južno od hiše in jezera, prav tako pot The White Rose Way.
V dokumentarcu iz leta 2005 je David Lascelles spregovoril o povezavah svojih prednikov s trgovino s sužnji, leta 2007 pa je v okviru BBC-jevega programa Look North hišo obiskal igralec David Harewood in intervjuval Lascellesa, saj so njegove prednike na Barbadosu zasužnjili grofje Harewoodski. Marca 2023 je bilo objavljeno, da je bil Harewoodov portret naročen in bo obešen v Harewoodovi hiši.

## Galerija
- Glavni vhod v park
- Vhod spredaj
- Sredina vhodne sprednje strani
- Vhodna dvorana
- Stara knjižnica
- Kitajska soba (prvotnai kabinet)
- Garderobna soba princese Mary
- Vzhodna spalnica